# Saint-Quentin-de-Blavou
Saint-Quentin-de-Blavou ist eine französische Gemeinde im Département Orne in der Region Normandie. Sie gehört zum Arrondissement Alençon und zum Kanton Écouves.

## Lage
Die Gemeoinde Saint-Quentin-de-Blavou liegt im Westen des Regionalen Naturparks Perche, 25 Kilometer östlich von Alençon. Nachbargemeinden von Saint-Quentin-de-Blavou sind La Mesnière im Norden, Coulimer im Osten, Pervenchères im Süden und Saint-Julien-sur-Sarthe im Westen sowie Buré im Nordwesten.

## Bevölkerungsentwicklung
| Jahr                       | 1962 | 1968 | 1975 | 1982 | 1990 | 1999 | 2006 | 2012 | 2021 |
| -------------------------- | ---- | ---- | ---- | ---- | ---- | ---- | ---- | ---- | ---- |
| Einwohner                  | 116  | 102  | 77   | 72   | 60   | 78   | 72   | 74   | 75   |
| Quellen: Cassini und INSEE |      |      |      |      |      |      |      |      |      |

## Sehenswürdigkeiten

Kirche Saint-Quentin

- Kirche Saint-Quentin